# Élections législatives écossaises de 2021
Les élections législatives écossaises de 2021 ont lieu le 6 mai 2021 afin d'élire les 129 membres du Parlement écossais pour un mandat de cinq ans.
L'élection est nettement remportée par le camp indépendantiste dirigé par le SNP, qui demeure la principale force au Parlement écossais en manquant une nouvelle fois de peu la majorité absolue des sièges tout en bénéficiant cependant du soutien du Parti vert écossais.
À la suite du résultat, la première ministre écossaise Nicola Sturgeon demande la tenue d'un second référendum sur l'indépendance de l'Écosse.

## Contexte

### Dévolution
Le Parlement écossais a été créé en 1999 comme organe dévolu de l'Écosse, nation du Royaume-Uni.
Ses pouvoirs sont importants : le Parlement écossais peut légiférer sur toutes les matières qui ne sont pas explicitement réservés au Parlement de Westminster. Le gouvernement écossais est ainsi compétent en matière de santé, éducation, gouvernements locaux, droit écossais. Le Scotland Act de 2012 autorise le Parlement écossais à faire varier le taux d'impôt sur le revenu, à collecter certaines taxes et à légiférer sur les drogues, les armes à feu et le code de la route.

### Contexte politique
La campagne est d'abord marquée par la crise sanitaire. La gestion de celle-ci par les autorités écossaises jugée meilleure que celle des britanniques a pour conséquence une forte augmentation des intentions de vote du parti national écossais au pouvoir ainsi que du vote pro-indépendance. Début 2021, la gestion de la vaccination par le gouvernement écossais est néanmoins jugée moins bonne que celle du gouvernement britannique.
La période entourant le scrutin est aussi marquée par l'affaire Salmond (en), un scandale politique impliquant l'ancien Premier ministre écossais Alex Salmond, celui-ci étant accusé de harcèlement sexuel, mais aussi la première ministre Nicola Sturgeon, ancienne proche de celui-ci, dont la réaction par rapport à son comportement est mise en cause. Le 23 mars 2020, Alex Salmond est finalement acquitté.
Nicola Sturgeon est finalement elle aussi blanchie par l'enquête, qui juge qu'elle n'a pas volontairement entravé la justice ni brisé le code de conduite d'un premier ministre.
La période de campagne est aussi précédée d'une déclaration du Premier ministre britannique Boris Johnson qui a qualifié au mois de novembre la dévolution des pouvoirs de « désastre », à contre-courant de l'opinion publique écossaise qui avait voté en faveur de celle-ci à 75 % en 1997, et l'approuve en 2019 à plus de 90 %.

## Mode de scrutin
Le Parlement écossais est élu pour cinq ans selon un système mixte. Chaque électeur dispose de deux voix : la première voix sert à élire un député au scrutin uninominal majoritaire à un tour dans l'une des 73 circonscriptions, la seconde voix est pour une liste dans le cadre d'une région. Le nombre de sièges pour chaque parti est attribué à la proportionnelle en prenant en compte les sièges déjà attribués dans les circonscriptions selon la méthode d'Hondt.
Les citoyens du Royaume-Uni, de la république d'Irlande, du Commonwealth domiciliés en Écosse et les étrangers ayant le droit de résider en Écosse et y résidant sont autorisés à voter à partir de 16 ans.

## Campagne
La campagne est dominée par la question de l'organisation d'un nouveau référendum sur l'indépendance, après l'échec de celui organisé en 2014.

## Sondages

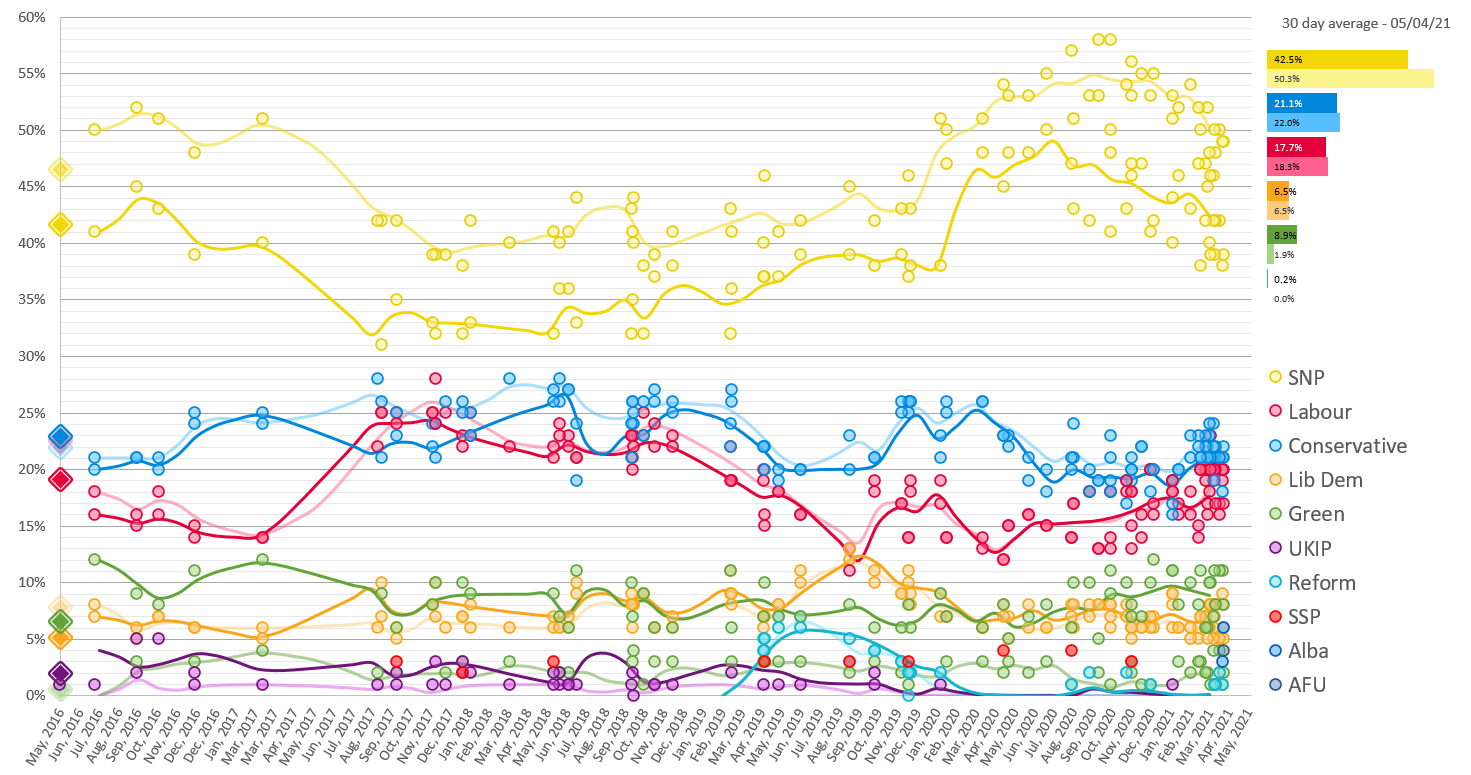
Les lignes transparentes représentent le vote dans les circonscriptions. Les lignes pleines représentent le vote régional.

## Résultats
|                          |                                                 |                  |                  |                  |                  |                 |                 |                 |                 |              |               |  |  |  |
| Partis                   | Partis                                          | Circonscriptions | Circonscriptions | Circonscriptions | Circonscriptions | Proportionnelle | Proportionnelle | Proportionnelle | Proportionnelle | Total sièges | +/−           |  |  |  |
| Partis                   | Partis                                          | Votes            | %                | Sièges           | +/−              | Votes           | %               | +/-             | Sièges          | Total sièges | +/−           |  |  |  |
|                          | Parti national écossais (SNP)                   | 1 291 204        | 47,70            | 62               | 3                | 1 094 374       | 40,34           | 1,38            | 2               | 64           | 1             |  |  |  |
|                          | Parti conservateur écossais (SCP)               | 592 526          | 21,89            | 5                | 2                | 637 131         | 23,49           | 0,56            | 26              | 31           | en stagnation |  |  |  |
|                          | Parti travailliste écossais (SLP)               | 584 392          | 21,59            | 2                | 1                | 485 819         | 17,91           | 1,16            | 20              | 22           | 2             |  |  |  |
|                          | Parti vert écossais (SGP)                       | 34 990           | 1,29             | 0                | en stagnation    | 220 324         | 8,12            | 1,54            | 8               | 8            | 2             |  |  |  |
|                          | Libéraux-démocrates écossais (SLD)              | 187 816          | 6,94             | 4                | en stagnation    | 137 151         | 5,06            | 0,16            | 0               | 4            | 1             |  |  |  |
|                          | Parti Alba                                      |                  |                  |                  |                  | 44 913          | 1,66            | Nv.             | 0               | 0            | en stagnation |  |  |  |
|                          | Tous pour l'unité                               |                  |                  |                  |                  | 23 299          | 0,86            | Nv.             | 0               | 0            | en stagnation |  |  |  |
|                          | Parti de la famille                             | 2 734            | 0,10             | 0                | en stagnation    | 16 085          | 0,59            | Nv.             | 0               | 0            | en stagnation |  |  |  |
|                          | Voix verte indépendante                         |                  |                  |                  |                  | 9 756           | 0,36            | Nv.             | 0               | 0            | en stagnation |  |  |  |
|                          | Abolissons le parlement écossais                |                  |                  |                  |                  | 7 262           | 0,27            | Nv.             | 0               | 0            | en stagnation |  |  |  |
|                          | Alliance de la liberté                          | 1 154            | 0,04             | 0                | en stagnation    | 6 271           | 0,23            | Nv.             | 0               | 0            | en stagnation |  |  |  |
|                          | Reform UK                                       |                  |                  |                  |                  | 5 793           | 0,21            | Nv.             | 0               | 0            | en stagnation |  |  |  |
|                          | Parti libertarien écossais                      | 1 913            | 0,07             | 0                | en stagnation    | 4 987           | 0,18            | 0,11            | 0               | 0            | en stagnation |  |  |  |
|                          | Parti pour l'indépendance du Royaume-Uni (UKIP) | 699              | 0,03             | 0                | en stagnation    | 3 898           | 0,14            | 1,89            | 0               | 0            | en stagnation |  |  |  |
|                          | Autres partis                                   | 3 660            | 0,13             | 0                | –                | 9 598           | 0,35            | –               | 0               | 0            | –             |  |  |  |
|                          | Indépendants                                    | 5 673            | 0,21             | 0                | en stagnation    | 6 122           | 0,23            | –               | 0               | 0            | en stagnation |  |  |  |
|                          |                                                 |                  |                  |                  |                  |                 |                 |                 |                 |              |               |  |  |  |
| Votes valides            | Votes valides                                   | 2 706 761        | 99,63            |                  |                  | 2 712 783       | 99,81           |                 |                 |              |               |  |  |  |
| Votes blancs et nuls     | Votes blancs et nuls                            | 10 024           | 0,37             | 5 282            | 0,19             |                 |                 |                 |                 |              |               |  |  |  |
| Total                    | Total                                           | 2 716 785        | 100              | 73               | en stagnation    | 2 718 065       | 100             | –               | 56              | 129          | en stagnation |  |  |  |
| Abstentions              | Abstentions                                     | 1 564 000        | 36,54            |                  |                  | 1 562 720       | 36,51           |                 |                 |              |               |  |  |  |
| Inscrits / participation | Inscrits / participation                        | 4 280 785        | 63,46            | 4 280 785        | 63,49            |                 |                 |                 |                 |              |               |  |  |  |

## Résultats par région

### Écosse du centre (Central Scotland)
|                          | SNP                      | 148 399 | 45,31 | 2,4           | 9 | en stagnation | 0 | 9  | en stagnation |  |  |  |  |  |
|                          | SLP                      | 77 623  | 23,70 | 1,1           | 0 | en stagnation | 3 | 3  | 1             |  |  |  |  |  |
|                          | SCP                      | 59 896  | 18,29 | 2,2           | 0 | en stagnation | 3 | 3  | en stagnation |  |  |  |  |  |
|                          | SGP                      | 19 512  | 5,96  | 1,3           | 0 | en stagnation | 1 | 1  | 1             |  |  |  |  |  |
|                          | SLD                      | 6 337   | 1,94  | en stagnation | 0 | en stagnation | 0 | 0  | en stagnation |  |  |  |  |  |
|                          | Alba                     | 5 345   | 1,63  | Nv.           | 0 | en stagnation | 0 | 0  | en stagnation |  |  |  |  |  |
|                          | Autres                   | 10 380  | 3,17  | -             | 0 | -             | 0 | 0  | -             |  |  |  |  |  |
|                          |                          |         |       |               |   |               |   |    |               |  |  |  |  |  |
| Votes valides            | Votes valides            | 327 492 | 99,83 |               |   |               |   |    |               |  |  |  |  |  |
| Votes blancs et nuls     | Votes blancs et nuls     | 547     | 0,17  |               |   |               |   |    |               |  |  |  |  |  |
| Total                    | Total                    | 328 039 | 100   | -             | 9 | en stagnation | 7 | 16 | en stagnation |  |  |  |  |  |
| Abstentions              | Abstentions              | 198 833 | 37,74 |               |   |               |   |    |               |  |  |  |  |  |
| Inscrits / participation | Inscrits / participation | 526 872 | 62,26 |               |   |               |   |    |               |  |  |  |  |  |

| Circonscription                   | Député sortant | Député sortant     | Député élu | Député élu          |
| --------------------------------- | -------------- | ------------------ | ---------- | ------------------- |
| Airdrie and Shotts                |                | Alex Neil          |            | Neil Gray           |
| Coatbridge and Chryston           |                | Fulton MacGregor   |            | Fulton MacGregor    |
| Cumbernauld and Kilsyth           |                | Jamie Hepburn      |            | Jamie Hepburn       |
| East Kilbride                     |                | Linda Fabiani      |            | Collette Stevenson  |
| Falkirk East                      |                | Angus MacDonald    |            | Michelle Thomson    |
| Falkirk West                      |                | Michael Matheson   |            | Michael Matheson    |
| Hamilton, Larkhall and Stonehouse |                | Christina McKelvie |            | Christina McKelvie  |
| Motherwell and Wishaw             |                | Clare Adamson      |            | Clare Adamson       |
| Uddingston and Bellshill          |                | Richard Lyle       |            | Stephanie Callaghan |

### Glasgow
|                          | SNP                      | 133 917 | 43,90 | 0,9 | 9 | en stagnation | 0 | 9  | en stagnation |  |  |  |  |  |
|                          | SLP                      | 74 088  | 24,29 | 0,5 | 0 | en stagnation | 3 | 4  | en stagnation |  |  |  |  |  |
|                          | SCP                      | 37 027  | 12,14 | 0,2 | 0 | en stagnation | 2 | 2  | en stagnation |  |  |  |  |  |
|                          | SGP                      | 36 114  | 11,84 | 2,4 | 0 | en stagnation | 1 | 1  | en stagnation |  |  |  |  |  |
|                          | SLD                      | 6 079   | 1,99  | 0,4 | 0 | en stagnation | 0 | 0  | en stagnation |  |  |  |  |  |
|                          | Alba                     | 5 408   | 1,77  | Nv. | 0 | en stagnation | 0 | 0  | en stagnation |  |  |  |  |  |
|                          | Autres                   | 12 411  | 4,07  |     | 0 | -             | 0 | 0  | -             |  |  |  |  |  |
|                          |                          |         |       |     |   |               |   |    |               |  |  |  |  |  |
| Votes valides            | Votes valides            | 305 044 | 99,71 |     |   |               |   |    |               |  |  |  |  |  |
| Votes blancs et nuls     | Votes blancs et nuls     | 895     | 0,29  |     |   |               |   |    |               |  |  |  |  |  |
| Total                    | Total                    | 305 939 | 100   | -   | 9 | en stagnation | 6 | 16 | en stagnation |  |  |  |  |  |
| Abstentions              | Abstentions              | 231 673 | 43,09 |     |   |               |   |    |               |  |  |  |  |  |
| Inscrits / participation | Inscrits / participation | 537 612 | 56,91 |     |   |               |   |    |               |  |  |  |  |  |

| Circonscription                 | Député sortant | Député sortant  | Député élu | Député élu      |
| ------------------------------- | -------------- | --------------- | ---------- | --------------- |
| Glasgow Anniesland              |                | Bill Kidd       |            | Bill Kidd       |
| Glasgow Cathcart                |                | James Dornan    |            | James Dornan    |
| Glasgow Kelvin                  |                | Sandra White    |            | Kaukab Stewart  |
| Glasgow Maryhill and Springburn |                | Bob Doris       |            | Bob Doris       |
| Glasgow Pollok                  |                | Humza Yousaf    |            | Humza Yousaf    |
| Glasgow Provan                  |                | Ivan McKee      |            | Ivan McKee      |
| Glasgow Shettleston             |                | John Mason      |            | John Mason      |
| Glasgow Southside               |                | Nicola Sturgeon |            | Nicola Sturgeon |
| Rutherglen                      |                | Clare Haughey   |            | Clare Haughey   |

### Highlands et les Îles (Highlands and Islands)
|                          | SNP                      | 96 433  | 40,36 | 0,7 | 6 | en stagnation | 1 | 7  | en stagnation |  |  |  |  |  |
|                          | SCP                      | 60 779  | 25,44 | 3,6 | 0 | en stagnation | 4 | 4  | 1             |  |  |  |  |  |
|                          | SLD                      | 26 771  | 11,20 | 2,1 | 2 | en stagnation | 0 | 2  | en stagnation |  |  |  |  |  |
|                          | SLP                      | 22 713  | 9,51  | 1,7 | 0 | en stagnation | 1 | 1  | 1             |  |  |  |  |  |
|                          | SGP                      | 17 729  | 7,42  | 0,2 | 0 | en stagnation | 1 | 1  | en stagnation |  |  |  |  |  |
|                          | Alba                     | 3 828   | 1,60  | Nv. | 0 | en stagnation | 0 | 0  | en stagnation |  |  |  |  |  |
|                          | Autres                   | 10 668  | 4,47  | -   | 0 | -             | 0 | 0  | en stagnation |  |  |  |  |  |
|                          |                          |         |       |     |   |               |   |    |               |  |  |  |  |  |
| Votes valides            | Votes valides            | 238 921 | 99,80 |     |   |               |   |    |               |  |  |  |  |  |
| Votes blancs et nuls     | Votes blancs et nuls     | 467     | 0,20  |     |   |               |   |    |               |  |  |  |  |  |
| Total                    | Total                    | 239 388 | 100   | -   | 8 | en stagnation | 7 | 15 | en stagnation |  |  |  |  |  |
| Abstentions              | Abstentions              | 122 745 | 33,90 |     |   |               |   |    |               |  |  |  |  |  |
| Inscrits / participation | Inscrits / participation | 362 130 | 66,10 |     |   |               |   |    |               |  |  |  |  |  |

| Circonscription                | Député sortant | Député sortant   | Député élu | Député élu       |
| ------------------------------ | -------------- | ---------------- | ---------- | ---------------- |
| Argyll and Bute                |                | Michael Russell  |            | Jenni Minto      |
| Caithness, Sutherland and Ross |                | Gail Ross        |            | Maree Todd       |
| Inverness and Nairn            |                | Fergus Ewing     |            | Fergus Ewing     |
| Moray                          |                | Richard Lochhead |            | Richard Lochhead |
| Na h-Eileanan an Iar           |                | Alasdair Allan   |            | Alasdair Allan   |
| Orkney                         |                | Liam McArthur    |            | Liam McArthur    |
| Shetland                       |                | Tavish Scott     |            | Beatrice Wishart |
| Skye, Lochaber and Badenoch    |                | Kate Forbes      |            | Kate Forbes      |

### Lothian
|                          | SNP                      | 141 478 | 35,82 | 0,3 | 7 | 1             | 0 | 7  | 1             |  |  |  |  |  |
|                          | SCP                      | 78 595  | 19,93 | 3,0 | 0 | 1             | 3 | 3  | 1             |  |  |  |  |  |
|                          | SLP                      | 76 689  | 19,45 | 1,4 | 1 | en stagnation | 2 | 3  | en stagnation |  |  |  |  |  |
|                          | SGP                      | 49 984  | 12,68 | 2,1 | 0 | en stagnation | 2 | 2  | en stagnation |  |  |  |  |  |
|                          | SLD                      | 28 433  | 7,21  | 1,6 | 1 | en stagnation | 0 | 1  | en stagnation |  |  |  |  |  |
|                          | Alba                     | 6 141   | 1,56  | Nv. | 0 | en stagnation | 0 | 0  | en stagnation |  |  |  |  |  |
|                          | Autres                   | 13 056  | 3,31  |     | 0 | -             | 0 | 0  | -             |  |  |  |  |  |
|                          |                          |         |       |     |   |               |   |    |               |  |  |  |  |  |
| Votes valides            | Votes valides            | 394 376 | 99,83 |     |   |               |   |    |               |  |  |  |  |  |
| Votes blancs et nuls     | Votes blancs et nuls     | 661     | 0,17  |     |   |               |   |    |               |  |  |  |  |  |
| Total                    | Total                    | 395 017 | 100   | -   | 9 | en stagnation | 7 | 16 | en stagnation |  |  |  |  |  |
| Abstentions              | Abstentions              | 219 912 | 35,76 |     |   |               |   |    |               |  |  |  |  |  |
| Inscrits / participation | Inscrits / participation | 614 929 | 64,0  |     |   |               |   |    |               |  |  |  |  |  |

| Circonscription                  | Député sortant | Député sortant     | Député élu | Député élu         |
| -------------------------------- | -------------- | ------------------ | ---------- | ------------------ |
| Almond Valley                    |                | Angela Constance   |            | Angela Constance   |
| Edinburgh Central                |                | Ruth Davidson      |            | Angus Robertson    |
| Edinburgh Eastern                |                | Ash Denham         |            | Ash Denham         |
| Edinburgh Northern and Leith     |                | Ben Macpherson     |            | Ben Macpherson     |
| Edinburgh Pentlands              |                | Gordon MacDonald   |            | Gordon MacDonald   |
| Edinburgh Southern               |                | Daniel Johnson     |            | Daniel Johnson     |
| Edinburgh Western                |                | Alex Cole-Hamilton |            | Alex Cole-Hamilton |
| Linlithgow                       |                | Fiona Hyslop       |            | Fiona Hyslop       |
| Midlothian North and Musselburgh |                | Colin Beattie      |            | Colin Beattie      |

### Écosse du milieu et Fife (Mid Scotland and Fife)
|                          | SNP                      | 136 825 | 39,77 | 1,5 | 8 | en stagnation | 1 | 9  | 1             |  |  |  |  |  |
|                          | SCP                      | 85 909  | 24,97 | 0,2 | 0 | en stagnation | 4 | 4  | en stagnation |  |  |  |  |  |
|                          | SLP                      | 52 626  | 15,30 | 2,3 | 0 | en stagnation | 1 | 1  | 1             |  |  |  |  |  |
|                          | SGP                      | 28 654  | 8,33  | 2,2 | 0 | en stagnation | 1 | 1  | en stagnation |  |  |  |  |  |
|                          | SLD                      | 25 489  | 7,41  | 0,4 | 1 | en stagnation | 0 | 1  | en stagnation |  |  |  |  |  |
|                          | Alba                     | 5 893   | 1,71  | Nv. | 0 | en stagnation | 0 | 0  | en stagnation |  |  |  |  |  |
|                          | Autres                   | 8 663   | 2,52  | -   | 0 | -             | 0 | 0  | -             |  |  |  |  |  |
|                          |                          |         |       |     |   |               |   |    |               |  |  |  |  |  |
| Votes valides            | Votes valides            | 344 059 | 99,83 |     |   |               |   |    |               |  |  |  |  |  |
| Votes blancs et nuls     | Votes blancs et nuls     | 601     | 0,17  |     |   |               |   |    |               |  |  |  |  |  |
| Total                    | Total                    | 344 660 | 100   | -   | 9 | en stagnation | 7 | 16 | en stagnation |  |  |  |  |  |
| Abstentions              | Abstentions              | 181 623 | 34,51 |     |   |               |   |    |               |  |  |  |  |  |
| Inscrits / participation | Inscrits / participation | 526 283 | 65,49 |     |   |               |   |    |               |  |  |  |  |  |

| Circonscription                    | Député sortant | Député sortant          | Député élu | Député élu              |
| ---------------------------------- | -------------- | ----------------------- | ---------- | ----------------------- |
| Clackmannanshire and Dunblane      |                | Keith Brown             |            | Keith Brown             |
| Cowdenbeath                        |                | Annabelle Ewing         |            | Annabelle Ewing         |
| Dunfermline                        |                | Shirley-Anne Somerville |            | Shirley-Anne Somerville |
| Kirkcaldy                          |                | David Torrance          |            | David Torrance          |
| Mid Fife and Glenrothes            |                | Jenny Gilruth           |            | Jenny Gilruth           |
| North East Fife                    |                | Willie Rennie           |            | Willie Rennie           |
| Perthshire North                   |                | John Swinney            |            | John Swinney            |
| Perthshire South and Kinross-shire |                | Roseanna Cunningham     |            | Jim Fairlie             |
| Stirling                           |                | Bruce Crawford          |            | Evelyn Tweed            |

### Écosse du Nord-Est (North East Scotland)
|                          | SNP                      | 147 910 | 40,93 | 3,8 | 9  | en stagnation | 0 | 9  | en stagnation |  |  |  |  |  |
|                          | SCP                      | 110 555 | 30,59 | 2,6 | 1  | en stagnation | 4 | 5  | en stagnation |  |  |  |  |  |
|                          | SLP                      | 41 062  | 11,36 | 1,2 | 0  | en stagnation | 2 | 2  | en stagnation |  |  |  |  |  |
|                          | SGP                      | 22 735  | 6,29  | 1,4 | 0  | en stagnation | 1 | 1  | 1             |  |  |  |  |  |
|                          | SLD                      | 18 051  | 5,00  | 1,0 | 0  | en stagnation | 0 | 0  | 1             |  |  |  |  |  |
|                          | Alba                     | 8 269   | 2,29  | Nv. | 0  | en stagnation | 0 | 0  | en stagnation |  |  |  |  |  |
|                          | Autres                   | 12 775  | 3,54  | -   | 0  | -             | 0 | 0  | -             |  |  |  |  |  |
|                          |                          |         |       |     |    |               |   |    |               |  |  |  |  |  |
| Votes valides            | Votes valides            | 361 357 | 99,79 |     |    |               |   |    |               |  |  |  |  |  |
| Votes blancs et nuls     | Votes blancs et nuls     | 757     | 0,21  |     |    |               |   |    |               |  |  |  |  |  |
| Total                    | Total                    | 362 114 | 100   | -   | 10 | en stagnation | 7 | 17 | en stagnation |  |  |  |  |  |
| Abstentions              | Abstentions              | 227 591 | 38,59 |     |    |               |   |    |               |  |  |  |  |  |
| Inscrits / participation | Inscrits / participation | 589 705 | 61,41 |     |    |               |   |    |               |  |  |  |  |  |

| Circonscription                     | Député sortant | Député sortant    | Député élu | Député élu        |
| ----------------------------------- | -------------- | ----------------- | ---------- | ----------------- |
| Aberdeen Central                    |                | Kevin Stewart     |            | Kevin Stewart     |
| Aberdeen Donside                    |                | Mark McDonald     |            | Jackie Dunbar     |
| Aberdeen South and North Kincardine |                | Maureen Watt      |            | Audrey Nicoll     |
| Aberdeenshire East                  |                | Gillian Martin    |            | Gillian Martin    |
| Aberdeenshire West                  |                | Alexander Burnett |            | Alexander Burnett |
| Angus North and Mearns              |                | Mairi Evans       |            | Mairi Gougeon     |
| Angus South                         |                | Graeme Dey        |            | Graeme Dey        |
| Banffshire and Buchan Coast         |                | Stewart Stevenson |            | Karen Adam        |
| Dundee City East                    |                | Shona Robison     |            | Shona Robison     |
| Dundee City West                    |                | Joe Fitzpatrick   |            | Joe Fitzpatrick   |

### Écosse du Sud (South Scotland)
|                          | SNP                      | 136 741 | 37,58 | 0,7 | 6 | 2             | 1 | 7  | en stagnation |  |  |  |  |  |
|                          | SCP                      | 121 730 | 33,46 | 1,4 | 3 | 1             | 3 | 6  | en stagnation |  |  |  |  |  |
|                          | SLP                      | 57 236  | 15,73 | 2,1 | 0 | 1             | 3 | 3  | en stagnation |  |  |  |  |  |
|                          | SGP                      | 18 964  | 5,21  | 0,5 | 0 | en stagnation | 0 | 0  | en stagnation |  |  |  |  |  |
|                          | SLD                      | 12 422  | 3,41  | 0,3 | 0 | en stagnation | 0 | 0  | en stagnation |  |  |  |  |  |
|                          | AFU                      | 5 521   | 1,52  | Nv. | 0 | en stagnation | 0 | 0  | en stagnation |  |  |  |  |  |
|                          | Alba                     | 3 896   | 1,07  | Nv. | 0 | en stagnation | 0 | 0  | en stagnation |  |  |  |  |  |
|                          | Autres                   | 7 338   | 2,02  | -   | 0 | -             | 0 | 0  | -             |  |  |  |  |  |
|                          |                          |         |       |     |   |               |   |    |               |  |  |  |  |  |
| Votes valides            | Votes valides            | 363 848 | 99,82 |     |   |               |   |    |               |  |  |  |  |  |
| Votes blancs et nuls     | Votes blancs et nuls     | 652     | 0,18  |     |   |               |   |    |               |  |  |  |  |  |
| Total                    | Total                    | 364 500 | 100   | -   | 9 | en stagnation | 7 | 16 | en stagnation |  |  |  |  |  |
| Abstentions              | Abstentions              | 193 910 | 34,73 |     |   |               |   |    |               |  |  |  |  |  |
| Inscrits / participation | Inscrits / participation | 558 410 | 65,27 |     |   |               |   |    |               |  |  |  |  |  |

| Circonscription                            | Député sortant | Député sortant    | Député élu | Député élu        |
| ------------------------------------------ | -------------- | ----------------- | ---------- | ----------------- |
| Ayr                                        |                | John Scott        |            | Siobhian Brown    |
| Carrick, Cumnock and Doon Valley           |                | Jeane Freeman     |            | Elena Whitham     |
| Clydesdale                                 |                | Aileen Campbell   |            | Mairi McAllan     |
| Dumfriesshire                              |                | Oliver Mundell    |            | Oliver Mundell    |
| East Lothian                               |                | Iain Gray         |            | Paul McLennan     |
| Ettrick, Roxburgh and Berwickshire         |                | John Lamont       |            | Rachael Hamilton  |
| Galloway and West Dumfries                 |                | Alex Fergusson    |            | Finlay Carson     |
| Kilmarnock and Irvine Valley               |                | Willie Coffey     |            | Willie Coffey     |
| Midlothian South, Tweeddale and Lauderdale |                | Christine Grahame |            | Christine Grahame |

### Écosse de l'Ouest (West Scotland)
|                          | SNP                      | 152 671 | 40,42 | 1,8 | 8  | en stagnation | 0 | 8  | en stagnation |  |  |  |  |  |
|                          | SLP                      | 83 782  | 22,18 | 0,3 | 1  | en stagnation | 3 | 4  | en stagnation |  |  |  |  |  |
|                          | SCP                      | 82 640  | 21,88 | 0,3 | 1  | en stagnation | 3 | 4  | en stagnation |  |  |  |  |  |
|                          | SGP                      | 26 632  | 7,05  | 1,8 | 0  | en stagnation | 1 | 1  | en stagnation |  |  |  |  |  |
|                          | SLD                      | 13 570  | 3,59  | 0,2 | 0  | en stagnation | 0 | 0  | en stagnation |  |  |  |  |  |
|                          | Alba                     | 6 133   | 1,62  | Nv. | 0  | en stagnation | 0 | 0  | en stagnation |  |  |  |  |  |
|                          | Autres                   | 12 259  | 3,24  |     | 0  | -             | 0 | 0  | -             |  |  |  |  |  |
|                          |                          |         |       |     |    |               |   |    |               |  |  |  |  |  |
| Votes valides            | Votes valides            | 377 687 | 99,81 |     |    |               |   |    |               |  |  |  |  |  |
| Votes blancs et nuls     | Votes blancs et nuls     | 702     | 0,19  |     |    |               |   |    |               |  |  |  |  |  |
| Total                    | Total                    | 378 389 | 100   | -   | 10 | en stagnation | 7 | 17 | en stagnation |  |  |  |  |  |
| Abstentions              | Abstentions              | 186 455 | 33,01 |     |    |               |   |    |               |  |  |  |  |  |
| Inscrits / participation | Inscrits / participation | 564 844 | 66,99 |     |    |               |   |    |               |  |  |  |  |  |

| Circonscription             | Député sortant | Député sortant  | Député élu | Député élu      |
| --------------------------- | -------------- | --------------- | ---------- | --------------- |
| Clydebank and Milngavie     |                | Gil Paterson    |            | Marie McNair    |
| Cunninghame North           |                | Kenneth Gibson  |            | Kenneth Gibson  |
| Cunninghame South           |                | Ruth Maguire    |            | Ruth Maguire    |
| Dumbarton                   |                | Jackie Baillie  |            | Jackie Baillie  |
| Eastwood                    |                | Jackson Carlaw  |            | Jackson Carlaw  |
| Greenock and Inverclyde     |                | Stuart McMillan |            | Stuart McMillan |
| Paisley                     |                | George Adam     |            | George Adam     |
| Renfrewshire North and West |                | Derek MacKay    |            | Natalie Don     |
| Renfrewshire South          |                | Tom Arthur      |            | Tom Arthur      |
| Strathkelvin and Bearsden   |                | Rona Mackay     |            | Rona Mackay     |

## Analyse
Bien que le parti national écossais ne parvienne pas à réunir à lui seul une majorité absolue, ces élections lui sont favorables puisque le parti parvient à décrocher trois nouvelles circonscriptions sans en perdre aucune. Ces victoires lui coûtent néanmoins deux sièges régionaux correspondant aux deux circonscriptions gagnées en Écosse du Sud.
Il faut noter que le système de sièges additionnels (ou régionaux) régi par la méthode d'Hondt rend très difficile l'obtention d'une majorité au parlement pour un parti ayant déjà gagné un grand nombre de circonscriptions. Un parti ayant gagné toutes les circonscriptions d'une région et disposant de 40% des votes régionaux peut par exemple très difficilement espérer un siège régional. C'est la conjonction d'un vote par circonscription plus faible et d'un vote régional plus élevé qui avait permis au SNP de gagner cinq sièges de plus en 2011.
Avec deux nouveaux sièges gagnés par les écologistes, parti indépendantiste, cette élection est considérée comme une progression pour les indépendantistes qui peuvent à nouveau former une coalition majoritaire au Parlement écossais.
Ce scrutin marque aussi l'échec de l'ancien premier ministre Alex Salmond à reprendre un siège au Parlement, son parti pro-indépendance Alba ne totalisant que 1,7 % des votes régionaux. Ce parti n'avait participé qu'au vote régional, espérant profiter du système de votes régionaux pour gagner des sièges sans en faire perdre au SNP.
Malgré un vote tactique parfois très fort marqué par un important report de voix dans beaucoup de circonscriptions gagnées par les unionistes,,,, cette élection est un échec pour les partis unionistes qui ne parviennent qu'à conserver que 11 des 73 circonscriptions.
Les libéraux-démocrates perdent leur unique siège régional et se retrouvent talonnés par le SNP dans le bastion jugé imprenable des îles Shetland, où le parti national fait une percée de 18,8 points.

## Conséquences
Dès l'annonce des résultats, la première ministre Nicola Sturgeon remet en avant l'idée de l'organisation d'un second référendum sur l'indépendance du pays, jugeant l'organisation de celui-ci logique vu les résultats électoraux des pro-indépendantistes. Celle-ci ne prévoit néanmoins pas son organisation dans l'immédiat, préférant attendre la fin de la crise sanitaire.
Sturgeon est réélue Première ministre le 18 mai face à Douglas Ross et Willie Rennie, les travaillistes et les Verts s'étant abstenus. Le gouvernement Sturgeon III, minoritaire, entre en fonction le 19 mai suivant.